# Politichese
Nel gergo giornalistico italiano, e nel linguaggio della comunicazione politica, il termine politichese è un neologismo utilizzato per indicare un sottocodice della lingua italiana, facente parte del linguaggio della politica, caratterizzato da uno stile ampolloso, criptico, inutilmente complicato, utilizzato con consapevolezza dai politici italiani nella comunicazione pubblica.
Il termine è nato alla fine degli anni cinquanta per indicare la retorica volutamente incomprensibile al grande pubblico che i politici italiani utilizzavano.
Un noto esempio è l'espressione "convergenze parallele", ossimoro d'autore attribuita, per tradizione, ad Aldo Moro che l'avrebbe utilizzata per indicare, attraverso un paradosso, la prospettiva politica, da lui sempre auspicata a determinate condizioni, di una convergenza con la sinistra italiana (un'apertura alle successive esperienze politiche del cosiddetto centro-sinistra "organico" e del compromesso storico).
In teoria qualunque discorso può essere bollato di politichese se è confezionato apposta per non informare, non spiegare, per difendere il proprio operato da controlli, accertamenti, critiche, per affrontare qualunque argomento in qualunque contesto pubblico senza in realtà dire alcunché. Gli ingredienti variano da politico a politico: metafore, vaghezza, genericità, ambiguità, evasività, termini specialistici, astrazioni, stereotipi, allusioni, tautologie.